# Osvaldas Matulionis
Osvaldas Matulionis (Šiauliai, 19 de agosto de 1991) é um basquetebolista profissional lituano que atualmente joga no Bauru Basquete disputando o NBB. O atleta possui 2,00m de altura, pesa 100kg e atua na posição ala-pivô.